# 次锰酸钠
次锰酸钠是一种无机化合物，化学式为Na3MnO4。

## 制备及性质
次锰酸钠可由二氧化锰和氧化钠或过氧化钠在熔融的亚硝酸钠中反应得到，从浓氢氧化钠溶液中可以结晶出亮蓝色的十水合物。但根据后来的实验，发现这种“十水合物”实际上是Na3MnO4·1⁄2NaOH·12H2O。该化合物在冷的浓氢氧化钠溶液中，可以转换为深蓝色的Na3MnO4·7H2O；在5~10 °C下真空干燥，得到绿色的Na3MnO4·0.65NaOH。它也可由亚硫酸钠还原锰酸钠或高锰酸钠得到。
次锰酸钠无水物可由二氧化锰和氢氧化钠在氧气中加热至800 °C得到。
2 MnO2 + 6 NaOH + 1⁄2 O2 → 2 Na3MnO4 + 3 H2O
它在浓氢氧化钠溶液中的溶解度很小，但易溶于浓氢氧化钾溶液。它在稀溶液中或对其溶液加热容易歧化。

## 拓展阅读
- R. Scholder, U. Protzer. . Zeitschrift für anorganische und allgemeine Chemie. 1969-10, 369 (3-6): 313–326  [2020-06-10]. ISSN 0044-2313. doi:10.1002/zaac.19693690321 （德语）.
- Z. Gontarz, R. Grzybowska, R. Sabaliński. . Journal of Thermal Analysis. 1995-11, 45 (5): 1125–1133  [2020-06-10]. ISSN 0368-4466. doi:10.1007/BF02547485 （英语）.